# Europaschutzgebiet Witmoos

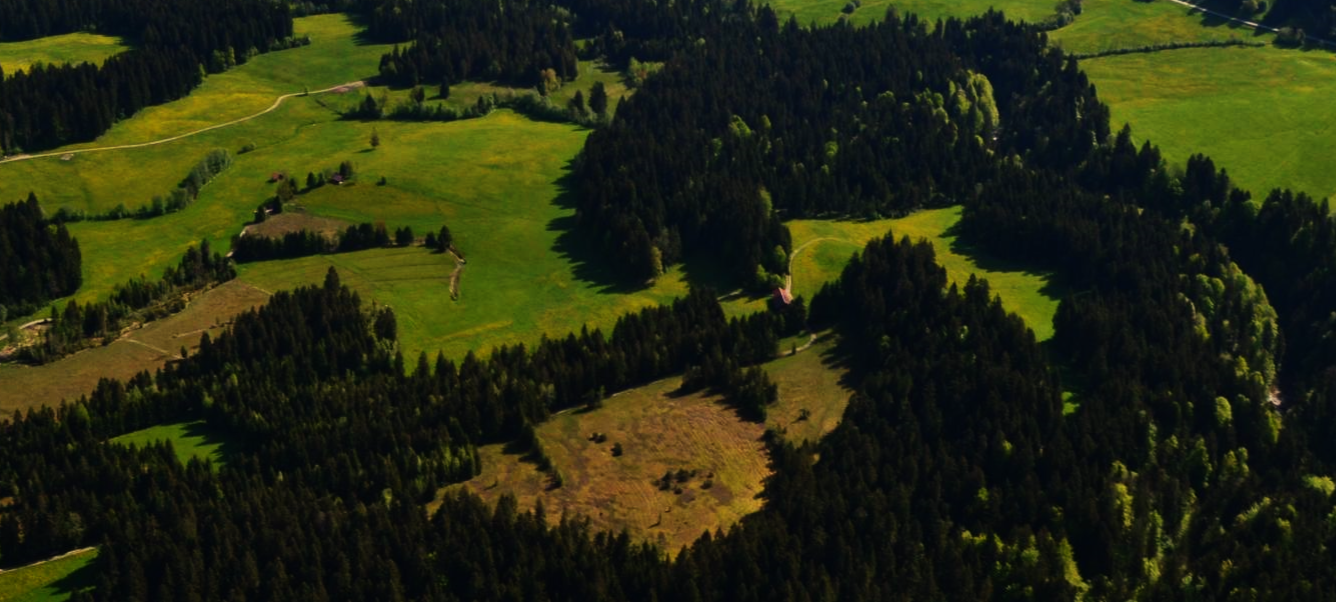
Witmoos

Das Europaschutzgebiet Witmoos (Natura-2000-Gebiete) liegt im Gemeindegebiet von Langen bei Bregenz in Vorarlberg, Österreich. Es umfasst Wald, einzelne Bäume und kleine Baumgruppen sowie ein kleines Hochmoor.
Zweck des Europaschutzgebietes Witmoos ist der Schutz hier lebender gefährdeter wildlebender heimischer Pflanzen- und Tierarten und ihrer natürlichen Lebensräume sowie der Erhalt des Jahrhunderte alten Kulturlandes.

## Geschichte
Das Witmoos ist eines der wenigen noch erhaltenen Moore in der Gemeinde Langen. Das Todsmoos und Birkenmoos wurden in den letzten Jahrzehnten durch Melioration und Entwässerung zerstört (in Teilen durch Umwandlung in Intensivgrünland). Es wurde hier, wohl wegen der Lage, nicht intensiv Torf abgebaut, wodurch sich der ursprüngliche Moorcharakter des Gebiets erhalten konnte.

## Rechtliche Grundlage
Das Europaschutzgebiet Witmoos wurde gemäß Vorarlberger Naturschutzverordnung als solches mit einem einfachen Landesgesetz ausgewiesen. Grundlage für die Unterschutzstellung ist die Flora-Fauna-Habitat-Richtlinie 92/43/EWG (FFH-Richtlinie) der Europäischen Union.

## Topografie
Das Europaschutzgebiet Witmoos liegt südöstlich von Langen bei Bregenz (etwa 1000 Meter Luftlinie entfernt) bzw. nordwestlich von Doren  (etwa 2200 Meter Luftlinie entfernt). Zur etwas tiefer liegenden Rotach sind es etwa 70 Meter. Das gesamte Gebiet hat nur wenig Gefälle und liegt in einer Höhe von etwa 550 m ü. A. bis 580 m ü. A. mit einer Fläche von etwa 18 Hektar. Es ähnelt von der Form einer ungleichmäßigen, unförmigen, langgezogenen, liegenden Acht und hat eine Länge von etwa 1000 Meter und eine maximale Breite von 270 Meter, die schmalste Stelle weist nur etwa 110 Meter auf.

## Schutzzweck und -umfang
Im Sinne der Flora-Fauna-Habitat-Richtlinie (Anhänge I und II der FFH-Richtlinie) sind für dieses Schutzgebiet folgende Besonderheiten maßgebend und geschützt:
- Prioritärer Lebensraum
  - lebende Hochmoore,
  - Auenwälder mit Schwarz-Erle  (Alnus glutinosa) und gemeine Esche (Fraxinus excelsior).
- Weiters
  - renaturierungsfähige degradierte Hochmoore,
  - Übergangs- und Schwingrasenmoore,
  - Torfmoor-Schlenken
  - kalkreiche Niedermoore.[4]

## Flora und Fauna
Das Europaschutzgebiet Witmoos wird auch als Spirken-Hochmoor bezeichnet, womit auf die hier dominanten niederwüchsigen Bergkiefern (Spirken) hingewiesen wird.
In Vorarlberg inzwischen seltenen Pflanzen, wie z. B.: Faden-Segge  (Carex lasiocarpa), Mittlerer Sonnentau (Drosera intermedia) oder Braunes Schnabelried (Rhynchospora fusca) finden sich noch hier. Gut vertreten sind auch: Moosbeeren, Rosmarinheide, Rundblättriger Sonnentau und Scheidiges Wollgras. Der westliche Teil des Witmoos wird zur Streuegewinnung gemäht.